# KIFC3
KIFC3‏ (Kinesin family member C3) هوَ بروتين يُشَفر بواسطة جين KIFC3 في الإنسان.